# Tadeusz Fiedler
Tadeusz Fiedler (ur. 27 czerwca 1858 w Sanoku, zm. 7 czerwca 1933 w Mościcach) – polski inżynier mechanik, profesor Politechniki Lwowskiej, dziekan Wydziału Mechanicznego, kierownik kilku Katedr i dwukrotny rektor tej uczelni.

## Życiorys
Urodził się 27 czerwca 1858 w Sanoku. Szkołę realną ukończył we Lwowie w 1876. W tym samym roku podjął studia na Wydziale Chemicznym Szkoły Politechnicznej we Lwowie. Po dwóch latach przeniósł się na Wydział Mechaniczny i ukończył go w 1878, uzyskując dyplom inżyniera mechanika. Od 1881 przez pięć lat pełnił obowiązki asystenta w Katedrze Technologii Mechanicznej. Następnie przeniósł się do marynarki austriackiej, gdzie pracował jako inżynier mechanik. Zdobył tu bardzo duże doświadczenie praktyczne. Dosłużył stopnia kapitana.
W 1892 powrócił na Politechnikę Lwowską, gdzie został powołany na kierownika Katedry Mechaniki i Teorii Maszyn, jako następca profesora Jana Nepomucena Franke. W roku akademickim 1896/97 pełnił funkcje dziekana Wydziału Mechanicznego. W roku 1898 założył Mechaniczną Stację Doświadczalną, którą kierował przez dwadzieścia pięć lat. W roku akademickim 1902/1903 po raz pierwszy pełnił funkcję rektora Politechniki Lwowskiej. Ponownie ta godność została mu powierzona w roku 1911/1912. Funkcję prorektora Politechniki Lwowskiej pełnił w latach: 1903/1904 i 1912/1913. W 1904 objął kierownictwo nowo utworzonej Katedry Teorii Maszyn Cieplnych w Politechnice Lwowskiej. W 1908 zaczął organizować laboratorium kalorymetryczne, które stało się zaczątkiem laboratorium maszynowego. Jako członek Sejmu Krajowego Galicji, stając się nim automatycznie jako rektor Politechniki, zaczął w 1912 prowadzić intensywne starania o załatwienie funduszy na budowę nowoczesnego laboratorium maszynowego. Rok później budowę laboratorium powierzył adiunktowi katedry doc. dr inż. Bohdanowi Stefanowskiemu. Wybuch I wojny światowej przerwała budowę laboratorium. Otrzymał tytuł c. k. radcy rządu, we wrześniu 1914 został wybrany członkiem galicyjskiej C. K. Rady Szkolnej Krajowej.
Prof. Fiedler był pionierem budowy nowoczesnych laboratoriów i zakładów naukowych w Polsce, stanowiących o renomie Wydziału i Uczelni. Akademia Nauk Technicznych w Warszawie powołała go na członka rzeczywistego. Był znakomitym wykładowcą. Jak wspominają jego uczniowie, potrafił trudne problemy przedstawiać w sposób prosty i przekonujący. Słuchacze podziwiali piękno jego języka.
Oprócz pracy naukowej, ogromnej pracy dydaktycznej i organizacyjnej, znajdował czas na pracę społeczną. Przez długi czas działał w Polskim Towarzystwie Politechnicznym we Lwowie, w 1899 pełnił obowiązki prezesa Towarzystwa, a w 1905 został wybrany jego członkiem honorowym. W 1905 redagował organ naukowy towarzystwa pod tytułem Czasopismo Techniczne. Był to dwutygodnik o wysokim poziomie naukowym, z którym współpracowali wybitni profesorowie Politechniki Lwowskiej. Z czasem przy redakcji tego periodyku zorganizowano wydawnictwo w celu publikacji prac i podręczników. Polskie Towarzystwo Politechniczne powstałe jako organizacja, które miało skupiać absolwentów Politechniki Lwowskiej, a z czasem stało się organizacją o charakterze masowym, ogólnotechnicznym. Spełniało bardzo ważną rolę w tworzeniu polskiej kultury technicznej na tym terenie i w całym kraju.
Przez wiele lat zasiadał w Lwowskiej Radzie Miejskiej, a w latach 1915/1916 pełnił trudne obowiązki komisarza rządowego miasta, po wywiezieniu prezydenta Lwowa w głąb Rosji. Dla zakładów miejskich wykonywał, przez cały czas pracy na uczelni, bezinteresownie ekspertyzy z dziedziny energetyki komunalnej. Założyciel Unii Narodowo-Państwowej w 1922.
Kierował Katedrą Teorii Maszyn przez 25 lat (1904–1929), wcześniej przez 10 lat kierował Katedrą Mechaniki i Teorii Maszyn. Położył ogromne zasługi dla rozwoju kierowanych przez siebie Katedr, Wydziału Mechanicznego i Politechniki Lwowskiej. Przed przejściem na emeryturę, w 1929, nadano mu w macierzystej uczelni doktorat honoris causa.
W 1929 odszedł na emeryturę. Opiekę naukową nad Katedrą Teorii Maszyn Cieplnych i wykłady zastępczo prowadził do 1934 uczeń prof. Fiedlera – prof. dr hab. inż. Roman Witkiewicz. W 1934 kierownictwo Katedry objął doc. dr inż. Stanisław Ochęduszko.
Po przejściu na emeryturę opracował swoje wykłady (dotyczące podstaw termodynamiki, teorii silników i maszyn cieplnych oraz przepływu ciepła) pt. Teoria maszyn cieplnych. Cz. I. i wydał w 1932 przy pomocy Komisji Wydawnictw Kół Naukowych i Towarzystwa Bratniej Pomocy Studentów Politechniki Lwowskiej.
Zmarł w 1933 w Mościcach. Został pochowany na Starym Cmentarzu w Tarnowie (sektor X-1-33).

## Ordery i odznaczenia
- Krzyż Komandorski Orderu Odrodzenia Polski (10 listopada 1928)[9][10]